# 리그 오브 레전드 챔피언십 퍼시픽
리그 오브 레전드 챔피언십 퍼시픽(영어: League of Legends Championship Pacific, 약칭 LCP)는 2025년부터 개최될 예정인 아시아 태평양의 리그 오브 레전드 대회이다.
2025시즌 기준으로 대만, 일본, 베트남, 홍콩, 오스트레일리아 프로게임단이 참가하고, 대만 타이베이에서 개최된다.

## 대회 방식

### 2025시즌 ~ 현재
- LCP 시즌
  - 시즌 킥오프: 퍼스트 스탠드 진출권 배정 (1개 팀)
  - 미드 시즌: 미드 시즌 인비테이셔널(MSI) 진출권 배정 (2개 팀)
  - 시즌 파이널스: 월드 챔피언십(Worlds) 진출권 배정 (3개 팀)
- LCP 승강전

## 현재 참가팀
| 구분            | 팀명                              | 비고     |
| --------------- | --------------------------------- | -------- |
| 파트너 (4개 팀) | 중신 플라잉 오이스터              |          |
| 파트너 (4개 팀) | 후쿠오카 소프트뱅크 호크스 게이밍 |          |
| 파트너 (4개 팀) | GAM e스포츠                       |          |
| 파트너 (4개 팀) | PSG 탈론                          |          |
| 게스트 (4개 팀) | 치프스 e스포츠 클럽               | LCO 초청 |
| 게스트 (4개 팀) | 데토네이션 포커스미               | LJL 초청 |
| 게스트 (4개 팀) | 팀 웨일스                         | VCS 초청 |
| 게스트 (4개 팀) | 바이킹스 e스포츠                  | VCS 초청 |

## 역대 대회 및 결과
| 연도          | 회차 | 대회               | 1위 (우승) | 2위 (준우승) | 3위 |
| ------------- | ---- | ------------------ | ---------- | ------------ | --- |
| 2025 (자세히) | 1    | 2025 시즌 킥오프   | ?          | ?            | ?   |
| 2025 (자세히) | 2    | 2025 미드 시즌     | ?          | ?            | ?   |
| 2025 (자세히) | 3    | 2025 시즌 파이널스 | ?          | ?            | ?   |

## 기록과 통계

### 우승 기록
| 팀 | 우승 | 준우승 | 우승 시즌 | 준우승 시즌 |
| -- | ---- | ------ | --------- | ----------- |
| ?  | 1    | 0      | 2025      |             |
| ?  | 0    | 1      |           | 2025        |

## 같이 보기
- 리그 오브 레전드 재팬 리그 (LJL, 일본)
- 리그 오브 레전드 베트남 챔피언십 시리즈 (VCS, 베트남)
- 리그 오브 레전드 퍼시픽 챔피언십 시리즈 (PCS, 태평양 연안)
- 리그 오브 레전드 서킷 오세아니아 (LCO, 오세아니아)